# Renault Espace IV
La Renault Espace IV è la quarta generazione della Renault Espace, un'autovettura monovolume di grossa taglia prodotta dalla Renault dal 2002 al 2014.

## Storia e profilo

### Genesi e debutto
Per il progetto J81, finalizzato alla realizzazione della quarta generazione della Espace, la Renault decise di rompere con la Matra e con la carrozzeria in materiale composito, a favore invece dell'utilizzo della lamiera d'acciaio. Anche in passato, la Casa della Losanga aveva auspicato l'emancipazione dalla Matra, coinvolgendo quindi anche il suo stesso centro stile, ma alla fine dei conti le soluzioni proposte dalla Casa di Romorantin si rivelarono più meritevoli di considerazione, per cui le prime tre generazioni della Espace portarono tutte la firma dei designer Matra, ma anche la tecnologia costruttiva in fibra di vetro mescolata a materiali plastici, soluzione che riduceva la massa a vuoto del veicolo, ma che obbligava ad una cadenza produttiva piuttosto lenta. Sul finire del XX secolo non ci si poteva più permettere ritmi troppo lenti, specie considerando il fatto che il segmento delle monovolume di fascia alta pareva ancora raccogliere consensi nonostante il crescente successo delle monovolume di fascia media, più compatte e più pratiche anche per muoversi in città.
Fin dall'inizio del progetto trapelò quindi l'indiscrezione secondo cui la Matra non avrebbe preso parte alla realizzazione, come sarebbe in seguito divenuta nota. Oltre alla novità rappresentata dalla carrozzeria in lamiera, le specifiche del progetto J81 inclusero anche un deciso incremento delle dimensioni, ma anche dei contenuti della nuova monovolume, in maniera tale da porla al vertice della sua categoria, come se si trattasse di una vera e propria vettura di lusso. Proprio tali propositi suggerirono a loro volta ai vertici Renault la possibilità di strappare clienti anche ad altre fette di mercato, come per esempio quella delle grosse station wagon.
La Espace IV fu presentata al Salone dell'automobile di Parigi del 2002: poco dopo sarebbe stata avviata anche la commercializzazione della quarta generazione della monovolume francese che a partire da quell'anno sarebbe stata assemblata nello stabilimento Renault di Sandouville e non più a Romorantin.

#### Design esterno ed interno
Per la quarta generazione l'équipe di designer diretta da Patrick Le Quément ha disegnato una carrozzeria tutta spigoli, secondo le tendenze in voga nei primi anni del XXI secolo e secondo il nuovo corso stilistico Renault imposto proprio in quel periodo anche con il lancio di altri modelli (Mégane II e Vel Satis in primis). La linea del corpo vettura era a forma di cuneo, grazie soprattutto al disegno di cofano motore e parabrezza, disposti su di un'unica linea inclinata, l'uno la continuazione dell'altro. Ciò ripropose il tema del frontale spiovente già inaugurato a suo tempo con la prima generazione della Espace e che valse a quest'ultima un paragone con il TGV. Nella vista frontale, poi, spiccavano i grandi gruppi ottici di forma triangolare, disposti a racchiudere le estremità della calandra in plastica nera, divisa in due dalla presenza del logo Renault, il quale alloggiava su di un prolungamento verso l'alto della zona centrale del paraurti. La vista laterale permetteva di notare l'esile consistenza dei montanti, eccezion fatta per quelli posteriori. Ciò permise l'ottenimento di un'enorme superficie vetrata, a tutto vantaggio della luminosità nell'abitacolo e della visibilità durante le manovre più impegnative. Se l'acquirente lo desiderava, poteva optare per il tetto panoramico, optional che regalava ancor più luminosità ai passeggeri, ma che in ogni caso poteva essere oscurato mediante uno schermo da 9 mm di spessore. In questo modo, la superficie vetrata superava i 7 m2, 7.42 per la precisione. La vista posteriore è costituita quasi interamente dal portellone d'accesso all'enorme vano bagagli. Nella zona superiore trovavano posto i gruppi ottici posteriori a sviluppo verticale.

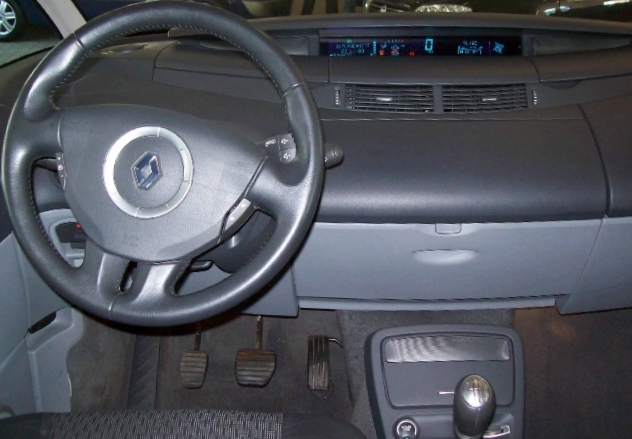
La plancia, quasi completamente priva di pulsanti e comandi vari

L'abitacolo era ancora più spazioso di quello della precedente generazione di monovolume, grazie al passo ulteriormente aumentato di 10 cm. Tuttavia, alcune concorrenti riuscivano a fare meglio, specialmente per quanto riguarda l'abitabilità in larghezza, segno che la concorrenza non stava di certo a guardare. La plancia proponeva un'evoluzione in chiave più moderna dei contenuti già visti nella Espace III, e quindi ecco che si ritrovava il sottile cruscotto digitale in posizione centrale, così come la fascia composta da bocchette di ventilazione e piccoli vani portaoggetti, che però in questo caso non integrava le bocchette laterali, queste ultime spostate più in basso. È presente anche il grosso cassettone portaoggetti, anch'esso in posizione centrale, mentre nella zona inferiore della plancia trovavano posto altri due cassettoni, uno nella zona centrale ed uno all'altezza delle gambe del passeggero anteriore. Un'altra particolarità che colpiva osservando la plancia della è il suo stile molto minimalista, anch'esso derivato dallo stile della plancia della Espace III, ma che nel caso della quarta generazione arrivava al suo massimo punto evolutivo. Qui balzava subito all'occhio la pressoché totale assenza di comandi dalla plancia, tutti concentrati nelle levette dietro il volante oppure, come nel caso dell'impianto hi-fi, gestibili attraverso un telecomando. Quanto al climatizzatore, i comandi erano invece concentrati sulla portiera lato guidatore in un gruppo di pulsanti comprensivo anche di un piccolo display per la visualizzazione della temperatura. Nel caso in cui la vettura fosse stata equipaggiata con climatizzatore bi-zona, i gruppi di comandi erano due, uno sul lato guidatore e uno sul lato del passeggero anteriore. Più in generale, però, non tutte queste soluzioni così particolari erano anche pratiche: ad esempio suscitò da subito perplessità il posizionamento delle pulsante delle luci di emergenza, situato sotto il tetto, fra le due alette parasole. Sotto la plancia si trovava la console centrale, anch'essa piuttosto minimalista, ma comunque comprensiva del pulsante di avviamento e di due portabibite. Nonostante le accresciute dimensioni, il bagagliaio non beneficiava di grossi incrementi di capacità: dai 2.850 litri di capienza massima del vano bagagli della Espace III dopo aver eliminato le due file di sedili posteriori, si saliva solamente a 2.860 nella nuova versione. Con tutti e sette i sedili in posizione, poi, la capacità scendeva ad appena 291 litri, ma questo era un problema comune un po' a tutte le monovolume di quel genere. Per ovviare parzialmente a tale problema, si poteva scegliere la versione Grand Espace, introdotta in contemporanea con la versione di base, ma caratterizzata da un passo allungato di 7 cm rispetto a essa e da una lunghezza complessiva superiore di 20 cm. Ma anche in questo caso la volumetria interna non faceva miracoli, anzi, eliminando le due file di sedili posteriori, risultava addirittura inferiore di 50 litri rispetto alla Grand Espace su base Espace III.

#### Struttura, meccanica e motori
La quarta generazione della Espace è stata la prima a non utilizzare più come struttura la classica "gabbia" in lamiera galvanizzata con pannelli carrozzeria in materiale composito. Al suo posto è stata utilizzata invece la soluzione a scocca portante in acciaio. Come base meccanica era stato utilizzato il pianale della Laguna II e della Vel Satis, ma con passo modificato a 2,803 m, ossia di misura intermedia fra la prima (2.74 m) e la seconda (2.84 m). Nel caso della Grand Espace, però, l'interasse saliva a 2.87 m, quindi superiore come misura rispetto a quello dell'ammiraglia Vel Satis. Non si era però rinunciato totalmente a componenti in materiali leggeri: era il caso dei paraurti in plastica, ma anche delle portiere in alluminio e del portellone posteriore in materiale composito SMC, lo stesso impiegato nelle precedenti generazioni della monovolume francese.
La parentela tecnica con gli altri due modelli di Casa Renault era evidente osservando le soluzioni previste per l'avantreno, dove si ritrovava lo schema MacPherson, mentre per il retrotreno era stato mantenuto lo schema a ruote interconnesse (anch'esso presente su Laguna e Vel Satis), ma modificato in modo da poter ospitare una barra Panhard. Inoltre, rispetto agli altri due modelli, molle ed ammortizzatori non erano più coassiali, ma disassati. Per la prima volta nella storia della Espace, l'impianto frenante è costituito da quattro dischi su tutta la gamma, di cui quelli anteriori di tipo autoventilante. Lo sterzo manteneva invece la consueta soluzione a cremagliera.
Al suo debutto la Espace IV era prevista in sei motorizzazioni, tre a benzina e tre a gasolio:
- 2.0 16v: motorizzazione di accesso, caratterizzata da una cilindrata di 1998 cm³ e da una potenza massima di 136 CV;
- 2.0 16v Turbo: stesso motote della versione precedente, ma con sovralimentazione mediante turbocompressore e con potenza massima di 163 CV;
- 3.5 V6: motorizzazione di punta, costituita da un'unità di origine Nissan (va ricordato che già dal 1999 la Renault aveva stretto l'alleanza con la Casa nipponica), caratterizzata da una cilindrata di 3498 cm³ e da una potenza massima di 241 CV;
- 1.9 dCi: la più piccola fra le motorizzazioni diesel era costituita dal 1.9 Fonte, un motore da 1870 cm³, qui nella versione da 120 CV;
- 2.2 dCi: la motorizzazione a gasolio di livello intermedio (2188 cm³) era un'evoluzione di quella impiegata nella Espace III, rispetto alla quale la potenza saliva da 129 a 150 CV;
- 3.0 dCi: vera novità della gamma Espace IV, è di fatto il primo V6 a gasolio ad entrare sotto il cofano di una Espace. Dotato di una cilindrata di 2958 cm³, erogava una potenza massima di 177 CV.

Va inoltre precisato che per la Grand Espace non erano previsti i motori 2.0 16v aspirato e 1.9 dCi. Quanto alle varianti di trasmissione, ne erano previste due: i motori a 4 cilindri erano accoppiati ad un cambio manuale a 6 marce, mentre le versioni V6 erano previste con un cambio automatico a 5 rapporti, non disponibile nelle altre motorizzazioni, neppure come optional.

### Evoluzione

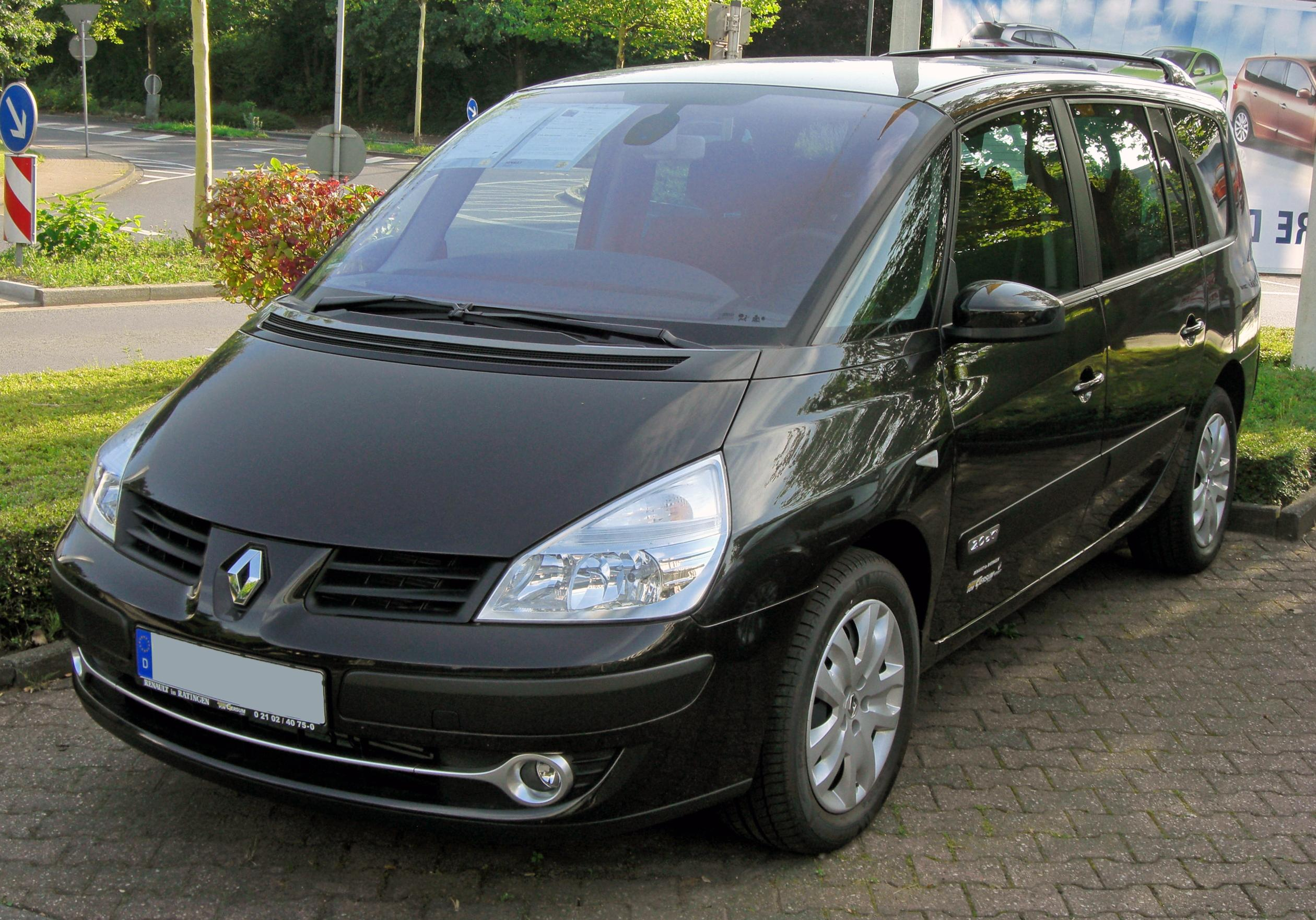
Una Espace IV dopo il restyling del 2006

La quarta generazione dell Espace è stata quella caratterizzata dalla carriera commerciale più lunga e con più esemplari prodotti, essendo durata oltre dodici anni. Non solo, ma questa lunga carriera commerciale è passata attraverso ben tre lievi restyling anziché uno solo come di solito avviene nei modelli più moderni. Per i primi tre anni di carriera commerciale, la Espace IV non conobbe aggiornamenti di rilievo: la prima variazione si ebbe nel settembre del 2005, quando il 2 litri turbo subì un incremento di potenza, passando da 163 a 170 CV.
Nel 2006 si ebbe il primo dei tre aggiornamenti appena menzionati: dal punto di vista estetico cambiò leggermente la calandra, ora a due listelli anziché tre, così come il paraurti anteriore, nel quale i faretti fendinebbia erano collegati tra loro da un "baffo" cromato. Inoltre, i fari anteriori ricevettero la tecnologia xenon, mentre quelli posteriori videro il ridisegnamento delle loro grafiche. Dal punto di vista della gamma motori, le novità furono tutte concentrate sul fronte dei diesel: scomparve dalla gamma il 1.9 dCi, inizialmente non sostituito da alcuna altra motorizzazione, ma vi fu l'arrivo del 2 litri dCi da 150 CV. Tale motorizzazione sostituì di fatto il 2.2 dCi di pari potenza proposto fino a quel momento, ma quest'ultima motorizzazione non scomparve dalla gamma: fu infatti proposto con potenza ridotta a 139 CV e con cambio automatico a 5 rapporti, dando così la possibilità, a chi l'avesse desiderato, di avere il cambio automatico anche su una meno costosa versione con motore a 4 cilindri. Tale variante di trasmissione, poi, poteva essere abbinata a richiesta anche con il 2 litri turbo a benzina. Intanto, sempre rimanendo in tema di cambi automatici, il 3 litri dCi fu accoppiato ad un nuovo cambio automatico Proactive a 6 rapporti, mentre il V6 a benzina mantenne invece quello a 5 rapporti previsto già in precedenza.
Tra la fine del 2006 e l'inizio del 2007 vi fu l'arrivo del 2 litri dCi da 170 CV, mentre alcuni mesi dopo si ebbe finalmente l'arrivo di un altro 2 litri dCi, stavolta con potenza ridotta a 130 CV, un motore destinato a sostituire il 1.9 dCi tolto dalla gamma già l'anno precedente. Contemporaneamente il 2.2 dCi con cambio automatico venne tolto dai listini.
Nel 2008 vi fu invece l'uscita di scena del 2 litri aspirato a benzina, mentre nel 2009 non si ebbero aggiornamenti di rilievo.
Nel 2010 si ebbe invece un nuovo leggerissimo restyling, quasi impercettibile, se si esclude l'arrivo della tecnologia a led per i fari anteriori ed il leggero ridisegnamento degli specchietti retrovisori esterni. Dal punto di vista della gamma motori, le novità si fecero più decise, quasi radicali. Con l'uscita di produzione delle due motorizzazioni V6, la gamma fu infatti limitata a due sole versioni, ossia il 2 litri turbo da 170 CV e il 2 litri dCi, quest'ultimo previsto però nei tre livelli di potenza già disponibili precedentemente. Per tutta la gamma il cambio previsto di serie era manuale a 6 marce, ma, con l'esclusione del 2 litri dCi di potenza inferiore, era possibile richiedere un cambio automatico, a 5 rapporti per il motore a benzina e a 6 per le due varianti del 2 litri dCi da 150 e 173 CV. 

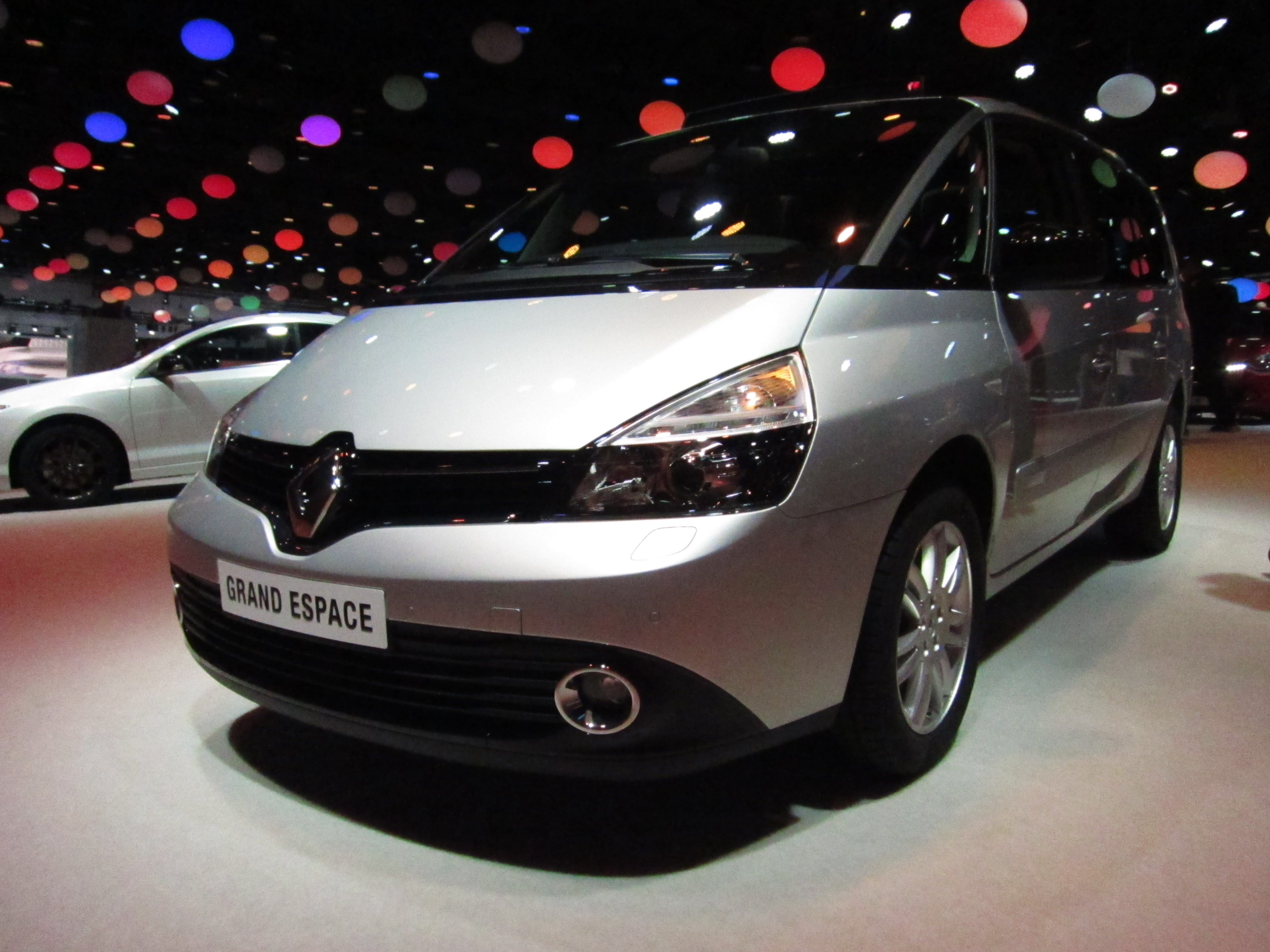
Una Espace IV dopo il terzo aggiornamento risalente al 2012

Nel 2012 la Espace IV ha festeggiato i suoi dieci anni di carriera, un traguardo notevole per una vettura del XXI secolo. Ma per ora i vertici Renault non pensarono di toglierla di produzione: si cercò di prendere tempo per trovare una soluzione efficace per la sua erede, dal momento che le grosse monovolume, in quel periodo, stavano progressivamente perdendo mordente dal punto di vista commerciale. Per ora, ci si limitò a riproporre la Espace IV in una nuova veste, dando luogo così al terzo ed ultimo aggiornamento, stavolta limitato quasi esclusivamente alla sola estetica ed alla zona anteriore, dove la calandra si è uniformata al nuovo corso stilistico Renault e non rimane interrotta al centro, bensì si allarga proprio nella zona centrale per ospitare il logo della Casa. Nella stessa occasione, il paraurti ha visto la sua zona inferiore divenire di color nero. I motori rimasero invariati.
Nell'autunno del 2013, al Salone di Francoforte, è stata presentata la concept car Initiale, che avrebbe prefigurato la quinta generazione della Espace, la quale acquisirà alcune caratteristiche da autovettura crossover, per meglio venire incontro alle nuove richieste del mercato. Il nuovo modello è stato presentato nell'autunno del 2014 al Salone di Parigi, fatto che ha coinciso con l'uscita di produzione della Espace IV. Essa rimarrà però in alcuni listini europei per pochi mesi in più, giusto il tempo di smerciare gli esemplari rimasti nei magazzini. All'inizio del 2015 il nuovo modello fa definitivamente il suo debutto sancendo così la scomparsa della Espace IV.

### Riepilogo caratteristiche
Di seguito vengono riepilogate le caratteristiche relative alle varie versioni costituenti la gamma della Espace IV. I dati si riferiscono unicamente alle versioni normali e non alle Grand Espace. Queste ultime pesavano solo 45 kg in più rispetto alle Espace normali, perciò erano assai simili dal punto di vista prestazionale.
| Modello                                  | Motore | Cilindrata cm³ | Alimentazione                             | Potenza CV/rpm | Coppia Nm/rpm | Cambio/ N°rapporti    | Massa a vuoto (kg) | Velocità max | Acceler. 0–100 km/h | Consumo (l/100 km) | Emissioni CO2/ (g/km) | Anni di produzione |
| Versioni a benzina                       |        |                |                                           |                |               |                       |                    |              |                     |                    |                       |                    |
| Espace 2.0 16v                           | F4R    | 1998           | Iniezione elettronica                     | 136/5500       | 191/3750      | Manuale 6 marce       | 1.665              | 185          | 12"5                | 9.9                | 224                   | 11/2002-10/2008    |
| Espace 2.0 16v Turbo                     | F4R-t  | 1998           | Iniez.elet. + turbocompressore            | 163/5000       | 250/2000      | Manuale 6 marce       | 1.685              | 205          | 9"9                 | 10.2               | 232                   | 11/2002-08-2005    |
| Espace 2.0 16v Turbo                     | F4R-t  | 1998           | Iniez.elet. + turbocompressore            | 170/5000       | 250/2000      | Manuale 6 marce       | 1.685              | 205          | 9"9                 | 10.2               | 232                   | 09/2005-04/2006    |
| Espace 2.0 16v Turbo                     | F4R-t  | 1998           | Iniez.elet. + turbocompressore            | 170/5000       | 250/2000      | Manuale 6 marce       | 1.685              | 205          | 9"7                 | 10                 | 227                   | 04/2006-09/2014    |
| Espace 3.5 V6                            | VQ35DE | 3498           | Iniezione elettronica                     | 241/6000       | 330/3600      | Automatico 5 rapporti | 1.770              | 225          | 8"1                 | 13                 | 281                   | 11/2002-10/2010    |
| Versioni a gasolio                       |        |                |                                           |                |               |                       |                    |              |                     |                    |                       |                    |
| Espace 1.9 dCi1                          | F9Q    | 1870           | Turbodiesel iniezione diretta common rail | 120/4000       | 270/2000      | Manuale a 6 marce     | 1.695              | 180          | 13"2                | 7.1                | 183                   | 11/2002-04/2006    |
| Espace 2.0 dCi (130 CV)                  | M9R    | 1995           | Turbodiesel iniezione diretta common rail | 130/4000       | 320/2000      | Manuale a 6 marce     | 1.757              | 184          | 13"5                | 7.2                | 191                   | 01/2007-09/2014    |
| Espace 2.0 dCi (150 CV)                  | M9R    | 1995           | Turbodiesel iniezione diretta common rail | 150/4000       | 340/2000      | Manuale a 6 marce     | 1.780              | 194          | 10"6                | 7.7                | 196                   | 04/2006-09/2014    |
| Espace 2.0 dCi (175CV)                   | M9R    | 1995           | Turbodiesel iniezione diretta common rail | 175/3750       | 360/1750      | Manuale a 6 marce     | 1.780              | 204          | 9"8                 | 7.8                | 197                   | 04/2007-09/2014    |
| Espace 2.2 dCi                           | G9T    | 2188           | Turbodiesel iniezione diretta common rail | 150/4000       | 320/1750      | Manuale a 6 marce     | 1.775              | 190          | 11"5                | 8.1                | 206                   | 11/2002-04/2006    |
| Espace 2.2 dCi automatica                | G9T    | 2188           | Turbodiesel iniezione diretta common rail | 139/4000       | 320/1750      | Automatico 5 rapporti | 1.810              | 185          | 13"9                | 9.6                | 244                   | 04/2006-05/2007    |
| Espace 3.0 dCi                           | P9X    | 2958           | Turbodiesel iniezione diretta common rail | 177/4400       | 350/1800      | Automatico 5 rapporti | 1.845              | 205          | 10"9                | 10.1               | 252                   | 11/2002-04/2006    |
| Espace 3.0 dCi                           | P9X    | 2958           | Turbodiesel iniezione diretta common rail | 177/4400       | 350/1800      | Automatico 6 rapporti | 1.850              | 210          | 10"9                | 10.2               | 248                   | 04/2006-01/2010    |
| Note: 1Non disponibile come Grand Espace |        |                |                                           |                |               |                       |                    |              |                     |                    |                       |                    |